# Cathy Cade
Cathy Cade (Honolulu (Hawaï), 24 februari 1942 – Berkeley (Californië) 16 november 2024) was een Amerikaanse kunstenares. Haar voornaamste medium is fotografie, maar ze heeft ook sculpturen gemaakt van wat ze zelf 'found nature' (gevonden natuur) noemt. Cathy Cade zet zich al vanaf de jaren '60 actief in voor gelijke rechten. Haar artistieke carrière ontstond vanuit haar activisme. Thema's zoals lesbisch moederschap en demonstraties tegen segregatie komen terug in haar werk.

## Biografie
Cathy Cade werd geboren in 1942 en groeide op in de buitenwijken van Chicago. Toen ze op de middelbare school zat hoorde ze voor het eerst over de 'Civil Rights Movement'. Nadat ze in 1957 met haar familie naar Memphis verhuisde kwam ze op een gesegregeerde school terecht. In 1962 meldde Cade zich met succes aan voor een uitwisselingsprogramma met het Spelman College, een 'black woman's college'. Terugkijkend op haar periode daar en haar vroege demonstratie-ervaring zei ze: "Ik leerde de kracht van deelnemen, van een standpunt innemen en van het luisteren naar de ervaringen van anderen."
Tijdens een van de demonstraties werd Cade samen met een aantal anderen opgepakt en zat ze negen dagen in de gevangenis, waar ze samen met medegevangenen in hongerstaking ging. Later schreef ze over die ervaringen, en de impact ervan op haar familie, het boek My Family, The Movement, And Me, dat te lezen valt op de website van de 'Civil Rights Movement Archives'.
Vanaf haar tijd aan het Spelman College ging Cade zich steeds actiever inzetten voor gelijke rechten. Zo richtte ze in 1965 samen met andere studenten de 'Students For Integration' op in hun strijd tegen segregatie. Ook voegde Cade zich eind jaren '60 bij de vroege 'Woman's Liberation Movement'. 
Rond 1970 verhuisde Cade naar San Francisco waar ze zich aansloot bij een grotere vrouwenbeweging. In diezelfde tijd kwam ze uit de kast als lesbienne, begon ze haar carrière als fotografe en sloot ze zich aan bij de 'Lesbian Feminist Movement'.

## Fotografie
Tijdens haar werk als activist zag Cade wat het effect kon zijn van foto's. Het bracht haar de motivatie om zelf te gaan fotograferen, al was ze aanvankelijk niet zeker over het succes. "Ik dacht niet dat ik een fotograaf kon zijn als vrouw. Dat is hoe het toen was." Toch begon ze in 1971 haar carrière als fotografe. Haar werk was gericht op de documentatie van verschillende demonstraties en stakingen. Een voorbeeld is de foto 'Sisterhood Feels Good' (Zusterschap voelt goed) die Cade in 1972 maakte tijdens een demonstratie in Los Angeles. Daarop is een oudere vrouw te zien die een bord vasthoudt met diezelfde tekst. Cade beschreef later dat de vrouw op de foto grote indruk op haar had gemaakt met hoe open ze was over haar lesbische seksualiteit.
Vanuit haar fascinatie over de carrièreopties die zich voor vrouwen openbaarden maakte Cade gedurende de jaren '70 en '80 meerdere foto's van vrouwen die aan het werk waren. Voorbeelden hiervan zijn 'Kate, Truck Mechanic, Oakland, California, 1980' waarop een vrouw te zien is, gekleed in een overall, die bezig is om een vrachtwagen te repareren en de foto genaamd 'Woman Welder, San Francisco, California, 1974', een portretfoto van een vrouw die aan het lassen is.
Een overkoepelend thema in het werk van Cade is zichtbaarheid. Net als andere fotografen, waaronder Joan E. Birren (geb. 1944) en Brenda Prince (geb. 1950), documenteerde ze de lesbische gemeenschap. In de vroege jaren ’70 ontstond, mede door de ontwikkeling van het feminisme, een toenemende vraag naar visuele beelden die konden zorgen voor zelfrepresentatie, zichtbaarheid en het bouwen van een gemeenschap. Een van de doelen van de foto’s was om een ander beeld te laten zien dan de stereotiepe beelden die er waren van lesbiennes. De lesbische vrouwen werden vastgelegd op een niet-erotische manier en stralen onafhankelijkheid uit. Veel foto’s zijn gemaakt in alledaagse huiselijke situaties.
Met name het lesbische moederschap kreeg bijzondere aandacht in Cade’s fotografie. Een voorbeeld is de foto genaamd 'Laurie Hauer and Gusse II' uit 1989. Daarop zijn twee vrouwen te zien die naast elkaar zitten op de grond en tegen de rand van het bed achter hen leunen. Beide vrouwen houden een kind op schoot. Het kind dat op schoot ligt bij de rechtse vrouw is nog een baby en het kind dat op schoot ligt bij de linker vrouw is een paar jaar oud. Cade is zelf moeder en was lid van een groep lesbische moeders die elkaar onderling steunden. Ze vertelde dat het haar goed deed om lid te zijn van die steungroep. Het liet haar zien dat ze niet de enige was en het gaf haar en andere moeders de mogelijkheid om met elkaar te kunnen praten over hun ervaringen als lesbische moeder. Met het fotograferen van lesbische moeders wilde Cade extra zichtbaarheid creëren zodat anderen een gevoel van herkenning zouden kunnen ervaren bij het zien van de foto’s. In 1987 bracht ze het boek A Lesbian Photo Album: The Lives of Seven Lesbians uit. Het boek bevat een reeks foto’s uit de levens van zeven verschillende lesbische vrouwen, geboren in de jaren ’30 en ’40.

## Van foto's naar sculpturen
Hoewel Cade vooral bekend is van haar fotografie, maakt ze de laatste jaren ook sculpturen. Ze gebruikt hiervoor materialen die ze ‘found nature’ (gevonden natuur) noemt. Zo gebruikt ze bijvoorbeeld drijfhout, veren en dennenappels. Van de sculpturen die ze van deze materialen maakt is natuurlijk maar één exemplaar en dat is, zo zegt ze zelf ook, een groot verschil met fotografie. Van een foto zijn gemakkelijk meerdere exemplaren te maken. Toch hebben de sculpturen ook een groot voordeel volgens Cade: je hebt er geen technologische vaardigheden voor nodig.

## Archief
De foto’s van Cathy Cade liggen in het archief van de ‘Berkeley Library’ van de Universiteit van Californië.
Cade overleed op 16 november 2024 op 82-jarige leeftijd.